# Jack Owen Spillman
Jack Owen Spillman III (30 de agosto de 1969) es un asesino en serie estadounidense de Spokane, Washington. Es conocido como el Hombre Lobo Carnicero.

## Crímenes
Spillman fue condenado por los asesinatos en abril de 1995 de Rita Huffman, de 48 años, y de su hija Mandy, de 15 años; y por el asesinato en 1994 de Penny Davis, de 9 años.
Huffman y su hija fueron encontradas en su casa en East Wenatchee, Washington, sexualmente mutiladas y en posiciones provocativas. El pickup negro de Spillman coincidía con la descripción de un vehículo visto en un estacionamiento cerca de la casa de las víctimas la noche del asesinato. Además, el pickup de Spillman fue detenido por un oficial de policía de East Wenatchee en el estacionamiento de un centro VFW (Veterans of Foreign Wars; Veteranos de Guerras Extranjeras, en español) cercano esa noche, y posteriormente, se recuperó allí un cuchillo de 12 pulgadas cubierto de sangre. El cuchillo parecía coincidir con un juego de cuchillos en la casa de las víctimas. Antes de su arresto, se mantuvo a Spillman bajo vigilancia por una semana mientras se realizaban pruebas de laboratorio.
Bajo la amenaza de la pena de muerte, Spillman más tarde admitiría haber matado a Davis, de Tonasket, Wahington. Tras seis meses de su desaparición en septiembre de 1994, su cuerpo fue descubierto en una fosa poco profunda a unos veinte kilómetros de su casa; también fue encontrada en una posición provocativa.
Spillman se declaró culpable de tres cargos de asesinato agravado, y fue sentenciado a cadena perpetua en 1996. Está cumpliendo su condena en la Penitenciaria Estatal de Washington.

### Antecedentes criminales
Según los documentos de la corte, “Spillman declaró a [su compañero de celda Mark] Miller que quería ser el mayor asesino en serie del mundo”. En el momento en que se declaró culpable de los tres asesinatos, los informes afirmaban que Spillman se enfrentaba a cargos adicionales por violación en primer grado, robo y hurto. Él y un amigo fueron arrestados en 1993 por violación, pero al final los cargos fueron retirados.